# Scott Reynolds (roteirista)
Scott Reynolds é um roteirista de televisão dos Estados Unidos. Ele escreveu para a série da Showtime, Dexter, e a série de televisão da NBC, E-Ring.

## Carreira
Reynolds trabalhou como roteirista freelance na segunda temporada de Dexter em 2007. Em 2008, ele recebeu uma posição de roteirista da equipe na terceira temporada. Reynolds foi nomeado para um Writers Guild of America Award pela melhor série dramática na cerimônia de fevereiro de 2009 por seu trabalho na terceira temporada. Ele foi promovido a editor de história para a quarta temporada em 2009. Ele foi nomeado para o prêmio pela segunda vez na cerimônia de fevereiro de 2010 por seu trabalho na quarta temporada. Ele foi promovido novamente a editor de história executivo para a quinta temporada em 2010.
Ele também criou/escreveu a revista em quadrinhos U.T.F. com Tone Rodriguez para a Ape.